# 124 Alkeste
124 Alkeste este un asteroid din centura principală, descoperit pe 23 august 1872 de Christian Peters.